# Пашков, Егор Иванович (губернатор)
Его́р Ива́нович Пашко́в (1684 — 6 апреля 1736) — представитель рода Пашковых, денщик Петра I, губернатор Астрахани (1735—1736).

## Биография
Егор Иванович Пашков родился в семье стольника Ивана Еремеевича «Большого» Пашкова, чей дед Афанасий был нерчинским воеводой и хорошо известен по «Житию протопопа Аввакума».
В 1704 году Пашков был зачислен в гвардейский Преображенский полк. Служил денщиком при Петре I, который знал его благодаря близкому родству с Никитой Зотовым. Примерно в 1709 году ему был присвоен чин капитана гвардии.
В 1717 году принимал участие в следствии по делу о расхищении казны, заведённому в отношении сибирского губернатора князя Гагарина по обвинению известного фискала А. Я. Нестерова.
18 января 1722 года Пашков был назначен прокурором Военной коллегии. В этой должности он, в частности, вёл дознание по делу о взяточничестве уже самого А. Я. Нестерова. В 1723 году стал членом «Вышнего суда».
Егор Иванович Пашков входил в бестужевский кружок сторонников возведения на престол Петра II, после восшествия которого на престол, в 1727 году был назначен членом Военной Коллегии с пожалованием чина бригадира.

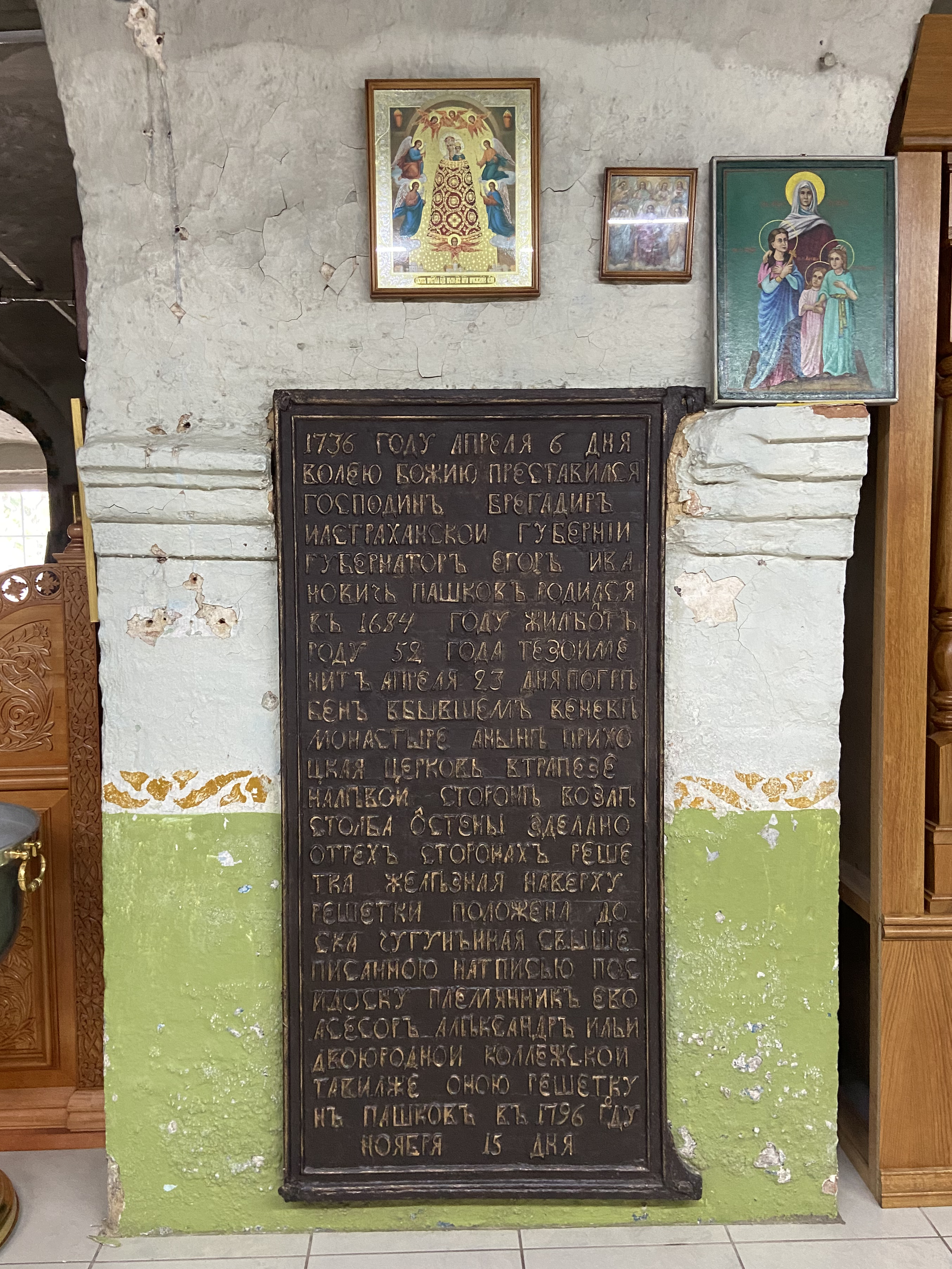
Чугунная плита на месте захоронения Егора Ивановича Пашкова в нижней церкви Николая Чудотворца Венев-Никольского монастыря

С июня 1728 года по 1 декабря 1734 года Пашков занимал должность вице-губернатора Воронежа. В 1735 году был назначен губернатором Астрахани. Умер весной 1736 года, не вступив в должность. Похоронен в церкви Николая Чудотворца Венев-Никольского монастыря под Тулой.
Пашков стяжал значительное состояние, в том числе благодаря пожалованию имений казнокрадов, чьи злоупотребления он расследовал. С 1732 года владел обширной мызой Рябово под Санкт-Петербургом.

## Семья
Жена — Марфа Васильевна.
Дети:
- Пётр (1721—1790), известен главным образом как строитель в Москве дома Пашкова.
- Наталия
- Мария